# Ái Thượng
Ái Thượng là một xã thuộc huyện Bá Thước, tỉnh Thanh Hóa, Việt Nam.
Xã Ái Thượng có diện tích 27,15 km², dân số năm 1999 là 4546 người, mật độ dân số đạt 1,7 người/km².